# José María Martín de Herrera y de la Iglesia
José María Martín de Herrera y de la Iglesia, španski rimskokatoliški duhovnik, škof in kardinal, * 26. avgust 1835, Aldeadávila de la Rivera, † 8. december 1922.

## Življenjepis
Septembra 1859 je prejel duhovniško posvečenje.
5. julija 1875 je bil imenovan za nadškofa Santiaga de Cuba in 3. oktobra istega leta je prejel škofovsko posvečenje.
14. februarja 1889 je bil imenovan za nadškofa Santiaga de Compostela.
19. aprila 1897 je bil povzdignjen v kardinala in imenovan za kardinal-duhovnika S. Maria in Traspontina.